# Hanyū

Hanyū (羽生市 Hanyū-shi?) este un municipiu din Japonia, prefectura Saitama.